# Sindre Pettersen
Sindre Pettersen (* 3. November 1996 in Tønsberg) ist ein norwegischer Biathlet und ehemaliger nordischer Kombinierer.

## Karriere
Sindre Pettersen stammt aus Nittedal und startet für Nittedal SSK. Seine ersten internationalen Rennen bestritt er 2016 bei den Juniorenweltmeisterschaften in Rumänien. Sein bestes Einzelergebnis war ein sechster Platz im Sprint, im Staffelrennen verfehlte er mit der norwegischen Mannschaft auf Rang vier knapp die Medaillenränge. Bei den Juniorenweltmeisterschaften 2017 in der Slowakei gewann er Gold im Einzelwettkampf, Silber in der Verfolgung und – gemeinsam mit Dag Sander Bjørndalen, Johannes Dale und Aleksander Fjeld Andersen – im Staffelrennen. Den Rest des Winters 2016/17 startete er im IBU-Cup, in Otepää wurde er in den Mixed-Staffelrennen gemeinsam mit Karoline Erdal, Sigrid Bilstad Neraasen und Fredrik Gjesbakk Zweiter und wenige Tage darauf mit Neraasen, Rikke Hald Andersen und Henrik L’Abée-Lund Erster. Nachdem Pettersen in der Saison 2017/18 nur bei einem Rennen, dem Sprint im IBU-Cup in Sjusjøen, international in Erscheinung trat, wurde er im Winter 2018/19 gleich beim ersten Weltcup der Saison auf der Pokljuka-Hochebene in Slowenien eingesetzt. Mit einem 44. Platz im Einzelrennen verfehlte er bei seinem ersten Weltcupeinsatz noch knapp die Punkteränge, im Sprint erreichte er mit einem sechsten Platz gleich ein Top-10-Ergebnis, auf das ein 13. Platz im Verfolgungsrennen folgte. Nach einem schlechten 87. Platz im Sprint beim Weltcup in Hochfilzen lief Pettersen den Rest der Saison nur noch im zweitklassigen IBU-Cup. Dort gelangen ihm neben einem Sieg im Supersprint in Obertilliach bis zum Ende der Saison vier weitere Top-10-Platzierungen.

## Statistiken

### Weltcupplatzierungen
Die Tabelle zeigt alle Platzierungen (je nach Austragungsjahr einschließlich Olympische Spiele und Weltmeisterschaften).
- 1.–3. Platz: Anzahl der Podiumsplatzierungen
- Top 10: Anzahl der Platzierungen unter den ersten zehn (einschließlich Podium)
- Punkteränge: Anzahl der Platzierungen innerhalb der Punkteränge (einschließlich Podium und Top 10)
- Starts: Anzahl gelaufener Rennen in der jeweiligen Disziplin
- Staffel: inklusive Mixed- und Single-Mixed-Staffeln

| Platzierung              | Einzel | Sprint | Verfolgung | Massenstart | Staffel | Gesamt |
| ------------------------ | ------ | ------ | ---------- | ----------- | ------- | ------ |
| 1. Platz                 |        |        |            |             |         |        |
| 2. Platz                 |        |        |            |             |         |        |
| 3. Platz                 |        |        |            |             |         |        |
| Top 10                   |        | 1      |            |             |         | 1      |
| Punkteränge              |        | 1      | 1          |             |         | 2      |
| Starts                   | 1      | 2      | 1          |             |         | 4      |
| Stand: 31. Dezember 2021 |        |        |            |             |         |        |